# Crèvecœur (film)
Pour les articles homonymes, voir Crèvecœur.
Pour plus de détails, voir Fiche technique et Distribution.
Crèvecœur est un film documentaire français réalisé par Jacques Dupont et sorti le 4 mai 1955 en salles.

## Contexte
Le 25 août 1950, le gouvernement français décide, à la suite de l'appel des Nations unies, d'envoyer en Corée un bataillon formé de volontaires de la métropole et de l'Union française. Le bataillon est incorporé aux effectifs du 23e régiment de la 2e division d'infanterie américaine.
Les combats pour enlever le piton Crèvecœur (ou Heartbreak Ridge) se déroulent entre septembre et octobre 1951 et demanderont de nombreux sacrifices au bataillon français et aux Alliés. Il faudra enlever un à un à l'ennemi toute une série de points fortifiés. L'opération se terminera par un débordement à la faveur de la nuit.

## Synopsis
Ce film raconte l'histoire de Garcet, un jeune officier de l'armée française sortant de l'école et affecté au bataillon français de la force des Nations unies qui combat en Corée.
Garcet est d'abord insatisfait car il est désigné comme officier de liaison en arrière-ligne. Ce n'est que partie remise. Il reçoit rapidement une nouvelle affectation aux combats. Il devra alors apprendre à gagner la loyauté et l'amitié de ses compagnons d'armes, officiers et soldats.

## Fiche technique
- Titre : Crèvecœur
- Titre en anglais : Heartbreak Ridge
- Réalisation : Jacques Dupont
- Scénario : Jacques Dupont
- Sociétés de Productions : René Risacher, Ministère de la Défense
- Musique : Claude Arrieu
- Image : Henri Decaë
- Montage : Jacques Dupont, Pierre Gillette
- Directeur de production : Roger Le Roch
- Langue : français
- Lieu de tournage : Corée
- Durée : 82 min
- Dates de sortie :
  - France : 2 août 1955
  - États-Unis : 4 mai 1955

## Autour du film
- Le film a été produit sous le parrainage du ministère français de la Défense nationale avec la coopération des officiers, sous-officiers et hommes enrôlés dans le bataillon français de volontaires.
- Le film fut nommé pour l'Oscar du meilleur film documentaire en 1956.
- Sur l'affiche on peut voir le petit Coréen « Pastis », l'une des mascottes du bataillon, et le chien « Dick » de Roland Vassort de la section des pionniers. Le film a été produit sous le parrainage du ministère français de la Défense nationale avec la coopération des officiers, sous-officiers et hommes enrôlés dans le bataillon français de volontaires. Il fut nommé pour l'Oscar du meilleur film documentaire en 1956. Lors de sa sortie en salles, les communistes français détruisirent la salle de projection, pratique qu'ils avaient commencé à mettre en place dès le début des années 1950 et la sortie en salles des films américains de la série dite « anti-rouge. »[réf. souhaitée]